# Gáň
Gáň es un municipio del distrito de Galanta en la región de Trnava, Eslovaquia, con una población estimada a final del año 2024 de 885 habitantes.
Se encuentra ubicado en el centro-sur de la región, en la depresión danubiana y cerca del río Váh (cuenca hidrográfica del Danubio) y de la región de Bratislava.

## Demografía
| Año        | 1994 | 2004     | 2014     | 2024     |
| ---------- | ---- | -------- | -------- | -------- |
| Población  | 620  | 695      | 780      | 885      |
| Diferencia |      | +12,09 % | +12,23 % | +13,46 % |

| Año        | 2023 | 2024    |
| ---------- | ---- | ------- |
| Población  | 882  | 885     |
| Diferencia |      | +0,34 % |